# 먼치킨 (고양이)
먼치킨(Munchkin cat)은 고양이의 한 품종이다. 다른 고양이 품종들에 비해 짧은 다리를 가진 것이 특징인데, 이는 인공 교배 등을 통한 것이 아닌, 자연적으로 발생한 것이다. 먼치킨의 원산지는 미국이다. 1995년 국제고양이협회(TICA)는 먼치킨을 공식적인 고양이 품종으로 인정했다.
먼치킨이라는 이름은 라이먼 프랭크 바움이 쓴 《오즈의 마법사》에 나오는 키 작은 주민인 먼치킨에서 유래한 것이다.

## 역사
미국 루이지애나주의 음악 교사였던 산드라 호첸델(Sandra Hochenedel)은 우연히 임신한 상태로 거리를 돌아다니던 암컷 고양이를 발견하고, 그 고양이를 집으로 데려가 '블랙베리'(Blackberry)라는 이름을 붙인다. 블랙베리는 2마리의 고양이를 낳게 된다. 산드라 호첸델은 그 고양이들 중 다리가 짧은 수컷 고양이인 '툴루즈'(Toulouse)를 친구에게 보냈고, 이 고양이가 다른 고양이들과 교배하면서 오늘날의 먼치킨 고양이가 탄생하게 되었다.

## 특징
짧은다리가 주요특징이지만 싱크대정도는 쉽게 뛰어 오를수있다.크기는 작다. 등색깔은 갈색에 줄무늬가 있고 배는 흰색이다. 그러나 색이 이것 뿐은 아니다. 주로 이렇지만 다른 색의 고양이도 있을 수 있다.

## 유전
먼치킨 유전자는 상염색체 우성이지만, 열성 치사 유전자다. 먼치킨 유전자를 M, 아닌 대립 유전자를 m이라 하면, 먼치킨 고양이는 무조건 잡종인 Mm, 아닌 고양이는 열성 순종인 mm이며, 우성 순종인 MM은 죽는다.
두 먼치킨 고양이가 짝짓기를 해서 낳은 새끼의 유전자는 다음과 같다.
|   | M  | m  |
| - | -- | -- |
| M | MM | Mm |
| m | Mm | mm |

이를 보면 새끼는 우성 순종 먼치킨 25%, 잡종 먼치킨 50%, 열성 순종 먼치킨 아님 25%의 비율로 태어나겠지만, 실제로는 우성 순종 먼치킨은 죽고 무사히 태어나는 새끼는 잡종 먼치킨 67%, 열성 순종 먼치킨 아님 33%의 비율이 된다. 이 때문에 먼치킨 고양이 간의 짝짓기는 권장되지 않는다.
먼치킨 고양이와 아닌 고양이가 짝짓기를 해서 낳은 새끼의 유전자는 다음과 같다.
|   | M  | m  |
| - | -- | -- |
| m | Mm | mm |
| m | Mm | mm |

우성 순종이 없으므로 죽는 새끼는 없고 잡종 먼치킨 50%, 열성 순종 먼치킨 아님 50%의 비율로 태어난다.

## 같이 보기
- 품종개량
- 스코티시 폴드
- 웰시 코기